# 伊万·久巴
伊万·米哈伊洛维奇·久巴（羅馬化：Ivan Mykhailovych Dziuba；1931年7月26日—2022年2月22日），乌克兰文学评论家、社会運動人士、持不同政见者、烏克蘭英雄、乌克兰国家科学院院士、第二任文化部长（1992-1994）。1999-2001年，曾担任舍甫琴科国家奖委员会总负责人。 其曾于20世纪90年代担任《现代》杂志的主编，并曾担任《现代乌克兰百科全书》编辑委员会的联合主席一职。

## 生平
久巴出生于一个农民家庭。17岁以前，由於蘇聯當局的俄化政策，他僅會使用俄语。 
1932年，他的家人为逃离饥荒搬往附近的工人村苟且度日。后来，他们搬到了奥列涅夫斯基（今多库恰耶夫斯克）；久巴在这里度过了中学生涯。
数年之后，久巴从顿涅茨克师范学院毕业，随后在舍甫琴科文学学院攻读研究生学位。1959年，他的作品首次被出版。
1970年代，他因在一些刊物上表达的观点过于激进而遭遇政治迫害。1965年年底，久巴发表了名为“国际主义还是俄罗斯化？”的文章，其中明确了社会主义社会的国家关系所面临问题的处理方式。在其将该文章交与乌克兰共产党当局后，后者中央委员会专门派团队对这一文章进行了审查，最终认为这篇文章是“对苏联现实、苏共国策和苏联共产主义建设实践的嘲讽”，破坏了苏联国内人民的友谊并将助长乌克兰与俄罗斯人之间的仇恨情绪。 1972年，久巴被判处5年有期徒刑，并判处流放5年。后来他申请提前出狱；在监狱服刑18个月后，久巴得以被赦免，并开始在基辅航空生产协会（今安东诺夫系列生产厂）的报社工作。在苏联解体、乌克兰独立后，久巴的思想开始流行起来。該文章在1968年被伦敦的杂志发表，但到1990年才出现在乌克兰的《祖国》杂志上。之后，他成为烏克蘭人民運動的联合创始人。1991年起，久巴担任《Suchasnist》杂志的首席发行人一职。
2022年2月22日，久巴于基辅去世，享年90岁。生前，他曾获得过舍甫琴科奖、比列斯基奖、安东诺维奇基金国际奖和维尔纳斯基奖。